# Ларіано
Ларіано (італ. Lariano) — муніципалітет в Італії, у регіоні Лаціо, метрополійне місто Рим-Столиця.
Ларіано розташоване на відстані близько 34 км на південний схід від Рима.
Населення — 13 424 особи (2014).
Щорічний фестиваль відбувається 25 травня. Покровитель — Sant'Eurosia.

## Демографія
Населення за роками:

Станом на 1 січня 2023 року в муніципалітеті офіційно проживало 797 іноземців з 47 країн, серед них 498 громадян країн Євросоюзу та 11 громадян України.

## Сусідні муніципалітети
- Артена
- Корі
- Рокка-ді-Папа
- Рокка-Пріора
- Веллетрі